# Torretta Viscontea
La Torretta Viscontea è una delle architetture che si trovano all'interno del Parco di Monza.
L'edificio, progettato dal Canonica in forme neogotiche, si sviluppa su due piani con un portico laterale; caratteristica l'adiacente torre con belvedere alla sua sommità. I muri perimetrali sono in laterizio e in pietra; i solai in legno, mentre le volte del piano interrato e del portico sono in muratura. Il solaio del belvedere è in pietra e la copertura del corpo ovest è a due falde in ceppi con laterizio, sorretta da una travatura su muri. Sul lato est dell'edificio è collocata una lapide di forma rettangolare, recante centralmente lo stemma degli Asburgo; è inoltre sovrastata da decorazioni vegetali, accompagnate da due volute nella sua parte inferiore.
L'edificio sorge all'interno dei Giardini Reali, ed è idealmente contrapposto alla Cascina San Fedele, che pur sorgendo al di fuori del perimetro di questi domina il paesaggio circostante essendo posta rialzata su un pendio naturale. L'edificio è adibito ad abitazione al primo piano e a bar al piano terra.

## Storia
Nella planimetria con il perimetro del parco tracciata da Luigi Canonica e datata intorno al primo decennio dell'Ottocento, sulla base della mappa catastale, si distingue un "casino della vigna toscana", contemporaneo alla stesura della mappa. Canonica aveva prima pensato, come attestato dai suoi disegni per la sistemazione di un primo ampliamento del Parco tra 1805 e 1808, di mantenere la “vigna” entro un contorno sistemato all'inglese; in seguito, nei disegni riguardanti la sistemazione dell'interno parco nella sua estensione definitiva, aveva previsto l'eliminazione della “vigna” e l'inglobamento della sua area nei giardini reali, dove il sedime della vigna è sistemata a prato, con un viale alberato che ne definisce il confine.
È Giacomo Tazzini, succeduto a Canonica nel ruolo di architetto dei Reali fabbricati, ad arricchire gli ampliati giardini reali di un altro notevole pezzo topico del repertorio del giardino romantico: la torre gotica e la rovina medioevale; ovvero “il finto castello con annessa torre”, come l'architetto stesso definisce l'edificio in una lettera del 1829. Il sito prescelto è poco distante dalla grotta e dal tempietto, là dove il piano piermariniano aveva dato spazio, incuneata tra due scene del giardino inglese, alla “vigna toscana” a filari, bordata da quella “tratta tortuosa di strada a Vedano” che limitava a est i primitivi giardini.
L'idea della torretta però inizia a trovare esecuzione solo nel 1822, quando Giacomo Tazzini progetta di sfruttare il fabbricato rurale del vecchio casino toscano per realizzare un edificio “alla gotica” con torretta. In un primitivo disegno, in pianta e alzato, si distinguono accanto a quelli di nuova costruzione, i muri di una cascina esistente, che verrebbero in parte interrati e in parte riutilizzati per il nuovo fabbricato, composto da un portico, una sala terrena e una superiore, cui è aggiunta ex novo una torre a pianta circolare alta circa venti metri, nella cui canna è collocata una scala a chiocciola, che sale ad un ballatoio superiore ed infine ad una terrazza merlata: dunque una vera e propria torre-belvedere, al margine dei giardini, da cui godere del panorama dei giardini stessi e del parco da un punto di visuale nuovo ed inusuale.
In un disegno datato 28 aprile 1824 e firmato da Tazzini, il progetto risulta in gran parte compiuto. In una legenda scritta dallo stesso architetto si legge che risultano ancora da costruire i “muri fingenti un interno cortile dirocato, decorati con frammenti di marmi antichi e altro”, e i “pilastri e i marmi dirocati da farsi” (in adiacenza al Casino) “per meglio piramidare il fabbricato già eretto”. I particolari ancora non costruiti sono disegnati in rosa.
Una incisione datata 1826 di Frederic Lose ed intitolata La Tour dans le jarden, riporta la torretta finalmente ultimata ed identica a come la si trova ad oggi. Quindi si può dedurre che la data di ultimazione dei lavori si collochi tra la fine del 1824 e l'inizio del 1826. Questa incisione evidenzia inoltre quella che poteva essere la forte suggestione che un edificio di questo genere potesse creare nell'atmosfera di un parco all'inglese come quello dei Giardini della Villa.
Dalla data di ultimazione dei lavori non ha subito alcuna modifica sostanziale, ad eccezione di quelle relative all'adeguamento tecnologico: luce, gas e impianto idraulico per la creazione dei servizi igienici ai piani terra e primo, dove sono situati, rispettivamente, il bar e l'abitazione del gestore. L'edificio è stato recentemente recuperato attraverso il risanamento generale delle facciate. Nessun altro intervento è stato poi effettuato negli ultimi anni. Per il futuro si pensa di destinare la Torretta ad altri usi più consoni. Tra le varie proposte, prima tra tutte lo spostamento in un'altra sede del bar, già approvato nel 1997.